# Cor Kieboom
Pour les articles homonymes, voir Kieboom.
Cor Kieboom, né le 10 février 1901 à Raamsdonksveer et mort le 28 juillet 1982 à Rotterdam, est un homme d'affaires et dirigeant de football, qui a dirigé le Feyenoord Rotterdam de 1939 à 1967.
Il est l'un des dirigeants les plus populaires de l'histoire de Feyenoord, et est connu pour avoir été l'un des plus importants lobbyistes du football professionnel auprès de la KNVB dans les années 1950.

## Biographie
Dans sa jeunesse au début des années 1920, Cor Kieboom joue dans la 6e équipe de Feyenoord. Il tente une année sa chance au sein de VOC pour jouer à un niveau plus élevé mais sans succès, il revient ensuite à Feyenoord.
Il fait fortune dans le commerce du charbon, du pétrole et de l'éther de pétrole, domaine dans lequel il se lance en 1932 en pleine Grande Dépression des années 1930,.
En marge de ses activités professionnelles, il est trésorier de Feyenoord de 1926 à 1939, puis succède à Leen van Zandvliet en tant que président du club en 1940. Lors de sa période à la tête de Feyenoord, il fait partie des défenseurs de la professionnalisation du football.
Président très populaire auprès des supporters, Il quitte son poste de président de Feyenoord en septembre 1967. Après son départ, pour cause de problème de santé, il est nommé président d'honneur du club.

## Vie privée
Cor Kieboom est marié et père de cinq enfants. Il est également un fervent catholique.